# Євпаторія-Вантажна
Євпато́рія-Ванта́жна — вантажно-пасажирська станція Кримської дирекції Придніпровської залізниці.
Розташована у місті Євпаторії, Євпаторійська міська рада АР Крим на лінії Острякове — Євпаторія-Курорт між станціями Прибережне (12 км) та Євпаторія-Курорт (3 км). Розташована на північній околиці міста. Пасажирські поїзди на станції не зупиняються, зупинку роблять лише приміські електропоїзди.
Через цю станцію також проходить весь потік вантажів. Здебільшого — будматеріали. Влітку основним вантажем стає зерно.